# Wieża widokowa na Jaworniku Wielkim
Wieża widokowa na Jaworniku Wielkim – wieża wybudowana w 2009 r. na Jaworniku Wielkim – szczycie w paśmie Gór  Złotych.

## Historia
Drewnianą wieżę widokową otwarto w sierpniu 2009 r. w ramach mikroprojektu Szlak widokowy szczytami pogranicza. Obiekt posiada dwie platformy – na wysokości 3,5 oraz 6,4 m. Jest to pierwsza w historii wieża widokowa na tym szczycie – wcześniej istniały tu tylko punkty triangulacyjne. Wieża jest bardzo niska. Stoi w lesie, w północnej części szczytu. Widok z niej rozciąga się jedynie na północ, w kierunku Złotego Stoku, ale i w tym kierunku coraz wyżej rosną drzewa.
W wyniku długoletniego użytkowania, oraz dużych opadów deszczu i silnych wiatrów, poważnemu uszkodzeniu uległa wieża widokowa na Jaworniku (sierpień 2018). Po remoncie wykonanym w listopadzie 2018 r. wieżę ponownie udostępniono turystom.

## Bibliografia

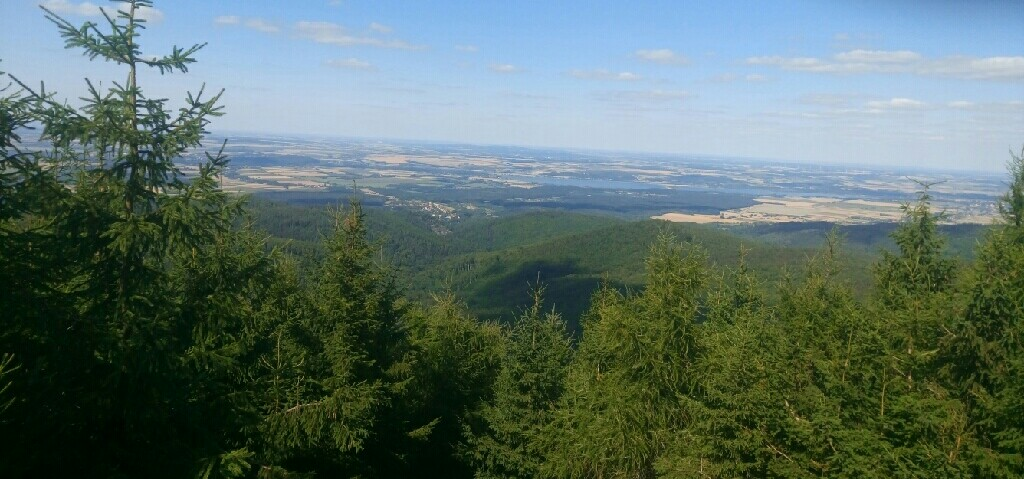
Widok z wieży widokowej na Jaworniku Wielkim w kierunku północnym.